# A Prize of Gold
A Prize of Gold is een Amerikaanse misdaadfilm uit 1955 onder regie van Mark Robson. Destijds werd de film in Nederland uitgebracht onder de titel Luchtrovers.

## Verhaal
De Amerikaanse sergeant Joe Lawrence is na de oorlog gestationeerd in Berlijn. Hij wordt er verliefd op Maria, een vluchtelinge die geld inzamelt om met een groep Duitse wezen te vluchten naar Zuid-Afrika. Joe wil Maria helpen en hij bereidt samen met een paar makkers een roofoverval voor op een legervliegtuig.

## Rolverdeling
| Acteur           | Personage               |
| ---------------- | ----------------------- |
| Richard Widmark  | Joe Lawrence            |
| Mai Zetterling   | Maria                   |
| Nigel Patrick    | Brian Hammell           |
| George Cole      | Roger Morris            |
| Donald Wolfit    | Alfie Stratton          |
| Joseph Tomelty   | Oom Dan                 |
| Andrew Ray       | Conrad                  |
| Karel Štěpánek   | Dr. Zachmann            |
| Robert Ayres     | Tex                     |
| Eric Pohlmann    | Hans Fischer            |
| Olive Sloane     | Mavis                   |
| Alan Gifford     | Majoor Bracken          |
| Ivan Craig       | Britse majoor           |
| Harry Towb       | Benny                   |
| Leslie Linder    | Pool                    |
| Monika Kossmann  | Lisa                    |
| Edelweiß Malchin | Meisje in het vliegtuig |
| Erich Dunskus    | Ploegbaas               |
| Nelly Arno       | Duitse huisbazin        |
| John Witty       | Britse officier         |
| Joel Riordan     | Soldaat                 |
| Marvin Kane      | Soldaat                 |